# Prodidomus rufus
Prodidomus rufus là một loài nhện trong họ Gnaphosidae.
Loài này thuộc chi Prodidomus. Prodidomus rufus được miêu tả năm 1847 bởi Hentz.